# 시스터스 (1973년 영화)
《시스터스》(영어: Sisters)는 1972년 제작된 미국의 심리 공포, 슬래셔 영화이다. 브라이언 드 팔마가 감독과 공동각본을 맡았다. 영화의 각본은 소련의 샴 쌍둥이 자매 마샤와 다샤 크리보실랴포바에게서 영감을 받아 지어졌다. 1973년 봄에 개봉되어 평론적으로 좋은 평가를 받았으며, 시간이 지남에 따라 점차 컬트 영화로 자리매김하게 되었다.

## 줄거리
광고 영업사원 필립 우드는 캔디드 카메라 스타일의 텔레비전 쇼에서 맨해튼의 한 레스토랑에서 2인 식사권을 얻는다. 장난에 참여했던 젊은 프랑스계 캐나다인 모델이자 배우 지망생인 다니엘 브레통은 그에게 추파를 던지고 그는 그녀를 데이트 상대로 데려가기로 동의한다. 저녁 식사 후, 그들은 성관계를 갖기 위해 그녀의 스태튼아일랜드 아파트로 돌아간다. 다음 날 아침, 다니엘은 필립에게 쌍둥이 자매 도미니크가 그들의 생일을 축하하러 왔다고 말한다. 그녀의 요청에 따라 그는 약국에 가서 처방전을 다시 받고 돌아오는 길에 빵집에서 생일 케이크를 산다. 그가 돌아왔을 때, 그는 미친 도미니크에게 칼에 찔려 죽는다. 죽기 전에 그는 자신의 피로 창문에 "도움"이라고 써서 이웃에게 알리려 한다.
기자인 그레이스 콜리어는 경찰을 부른다. 다니엘의 전 남편 에밀은 그녀가 필립의 시체를 소파 베드 안에 접어 넣어 청소하고 숨기는 것을 돕는다. 그레이스는 회의적인 켈리 형사와 그의 파트너와 함께 다니엘의 아파트를 수색하지만, 다니엘은 어젯밤부터 혼자였다고 주장한다.
다니엘이 살인자를 숨기고 있다고 확신한 그레이스는 필립이 흑인이라는 이유로 경찰이 그녀를 무시하고 있다는 전제하에 편집자를 설득하여 기사를 조사하게 한다. 그녀는 라치라는 사립 탐정을 고용하여 아파트에 접근하게 한다. 그는 소파에 시체가 들어있다고 판단한다. 그는 또한 로이젤 연구소에서 캐나다 최초의 결합 쌍둥이인 블랜키온 쌍둥이에 대한 두꺼운 파일을 발견한다. 그레이스의 추가 조사에 따르면 쌍둥이는 최근에 분리되었으며, 도미니크는 수술 중에 사망한 것으로 보인다.
라치가 에밀이 소파를 옮기기 위해 부른 트럭을 쫓는 동안, 그레이스는 에밀과 다니엘을 정신병원으로 미행한다. 그녀가 잡혔을 때, 에밀은 직원들에게 그녀가 새로운 환자라고 설득한다. 그는 그녀를 진정시키고 그녀 옆 침대에 다니엘을 눕힌다. 다니엘은 자신이 말하기를 거부하는 사건 때문에 불임이 된 것으로 밝혀진다. 에밀은 "모든 것을 말해주겠다"고 약속한다. 이 폭로는 그레이스(약물에 취한 상태)가 자신이 도미니크라고 환각하는 흑백 시퀀스로 전개된다. 다니엘과 도미니크는 고아가 된 결합 쌍둥이였고, 성인이 되면서 수줍고 소심한 도미니크는 에밀과 결혼한 외향적인 다니엘에게 quickly become a burden이다. 여러 차례 성관계를 가진 후, 다니엘의 요청에 따라 에밀은 다니엘이 방해받지 않고 성관계를 가질 수 있도록 도미니크에게 의식을 잃게 할 정도로 약물을 투여한다. 결국 다니엘은 그의 아이를 임신한다. 도미니크는 언니가 임신한 사실을 알게 된 후 폭발하여 태아를 죽이기 위해 언니의 배를 칼로 찌른다. 에밀은 외과 의사를 주선하여 도미니크를 다니엘에게서 분리시킨다. 다니엘은 이제 불임으로 남겨진 상처에서 심하게 피를 흘리고 있다. 그러나 도미니크는 시술 중에 사망하고 다니엘은 공포에 질린다. 이것은 다니엘이 폭발하여 언니를 대표하는 분열된 인격을 만들게 한다. 다니엘이 성적인 경험을 할 때마다 폭력적인 "도미니크" 인격이 지배한다. 그녀가 복용한 약은 도미니크를 억제했다.
에밀은 "도미니크"를 불러내기 위해 다니엘에게 열정적으로 키스하여 그녀에게 질문하지만, 그녀는 메스로 그의 사타구니를 베고 그는 출혈로 사망한다. 그레이스는 잠에서 깨어나 슬픔에 잠긴 다니엘이 에밀의 피 묻은 시체를 부드럽게 안고 있는 것을 보고 공포에 질려 비명을 지른다. 켈리 형사는 다니엘을 체포한다. 다니엘은 살인에 대해 아는 바가 없다고 부인하고 그녀의 언니는 죽었다고 말한다. 켈리는 에밀의 최면에 아직 걸려 있어 그가 주입한 대사를 반복하며 살인이 없었다고 부인하는 그레이스를 심문한다. 그러나 라치는 소파를 캐나다의 외딴 기차역으로 추적한다.

## 출연

### 주연
- 마곳 키더
- 제니퍼 설트
- 찰스 더닝

### 조연
- 윌리엄 핀리
- 바나드 휴즈
- 메리 대번포트
- 돌프 스윗
- 올림피아 듀카키스

## 기타
- 협력프로듀서: 린 프레스먼
- 협력프로듀서: 루이스 A. 스토롤러
- 미술: 게리 웨이스트
- 배역: 실비아 페이